# William Johnston (Lord Provost)
Pour les articles homonymes, voir Johnston.
William Johnston, né à Kirkhill (aujourd'hui dans Penicuik) le 27 octobre 1802 où il est mort le 7 février 1888, est un graveur, cartographe et homme politique écossais.
Il est Lord Provost d'Édimbourg de 1848 à 1851.

## Biographie
William Johnston est le troisième fils d'Andrew Johnston et de sa femme Isabel. Il est le frère de Alexander Keith Johnston. Il fait ses études à l'Edinburgh high school (en) et après avoir effectué des stages chez les graveurs d'Édimbourg, Kirkwood & Sons et chez William Home Lizars, il commence, le 1er décembre 1825 à travailler à son compte comme graveur. L'année suivante, il fonde avec son frère Alexander la maison d'édition W. & AK Johnston. Le 2 décembre 1837, il est nommé graveur et imprimeur sur cuivre de la reine Victoria.
Johnston est élu bourgeois le 28 juillet 1828 et le 21 août suivant est assermenté grand constable d'Édimbourg. Il est élu le 14 mai 1830 secrétaire, et le 21 mars 1831 modérateur des grands connétables pour le reste du mandat de son prédécesseur, qui a démissionné en signe de protestation contre une déclaration en faveur de la réforme politique émise par le haut gendarmes. Le 4 avril, il est élu modérateur pour l'année. En octobre 1831, il est nommé membre du doyen du tribunal de guilde et, le 26 septembre 1832, est assermenté au conseil municipal d'Édimbourg. Le 11 avril 1839, il est admis comme frère de la guilde de la ville d'Édimbourg et, cette année-là, il sert à nouveau comme modérateur des hauts constables. Le 10 novembre 1840, il est élu bailli d'Édimbourg. Pendant la détresse économique de 1842, il préside le comité de secours d'Édimbourg.
De 1848 à 1851, Johnston sert comme Lord Provost d'Édimbourg et, le 26 août 1851, il est anobli par la reine au palais de Holyrood. En 1852, il est élu membre de la Scottish Society of Antiquaries (en). [En 1859, il est traduit en justice par David Dobbie, en tant que président de la Banque d'Édimbourg et de Glasgow, pour les déclarations qu'il a faites avant son effondrement et sa prise de contrôle par la Clydesdale Bank.
Il se retire des affaires en 1867 dans un domaine de Kirkhill qu'il a acheté en 1848, et où il meurt le 7 février 1888. Il est inhumé le 10 février au Grange Cemetery (en) à Édimbourg.

### Famille
Johnston s'est marié deux fois ; d'abord, le 13 mars 1829, avec Margaret, fille de James Pearson de Fala (Midlothian), morte le 13 juin 1865 ; et deuxièmement, le 23 octobre 1868, avec Georgiana Augusta Wilkinson, fille cadette de William Ker de Gateshaw (Roxburghshire), veuve de William Scoresby. Son seul enfant, par sa première femme, est Elizabeth Whyte, née en 1830, qui épouse Robert Edmund Scoresby-Jackson (en) et meurt en 1879.